# Maison Verlinde
Pour les articles homonymes, voir Verlinde.
 (février 2011).
Si vous disposez d'ouvrages ou d'articles de référence ou si vous connaissez des sites web de qualité traitant du thème abordé ici, merci de compléter l'article en donnant les références utiles à sa vérifiabilité et en les liant à la section « Notes et références ».
Verlinde est une entreprise française de vente de  matériel de levage.

## Historique

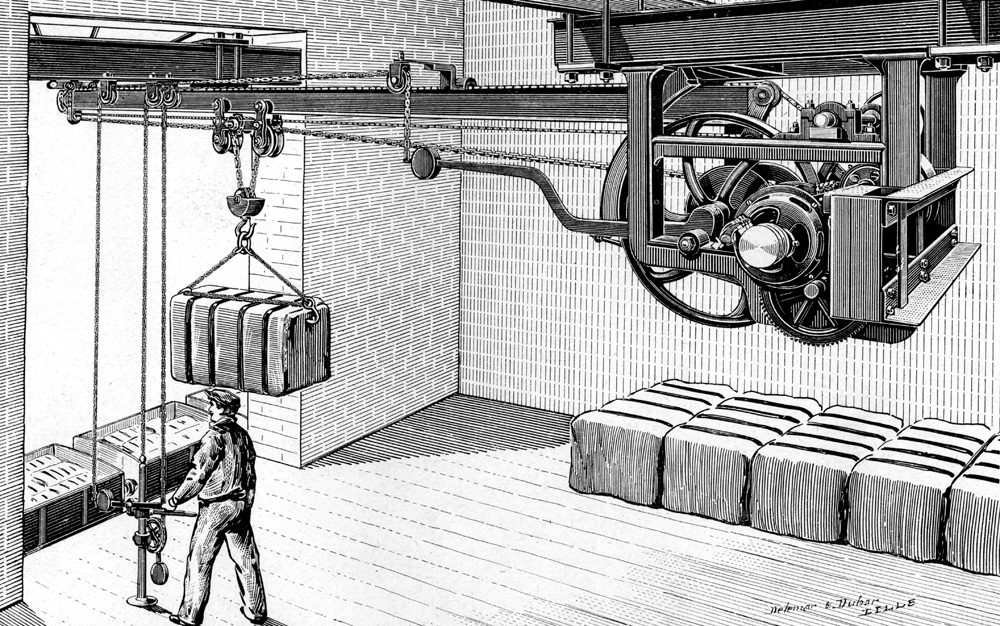

Léon Verlinde exerçait le métier de quincailler à Lille, à l’enseigne « La Truelle d’Or »[réf. nécessaire] ; en 1858, il ajouta à son commerce un atelier de mécanique dans la rue des Robleds, où il fabriquait des paliers, des accouplements, des poulies pour les transmissions[réf. nécessaire].

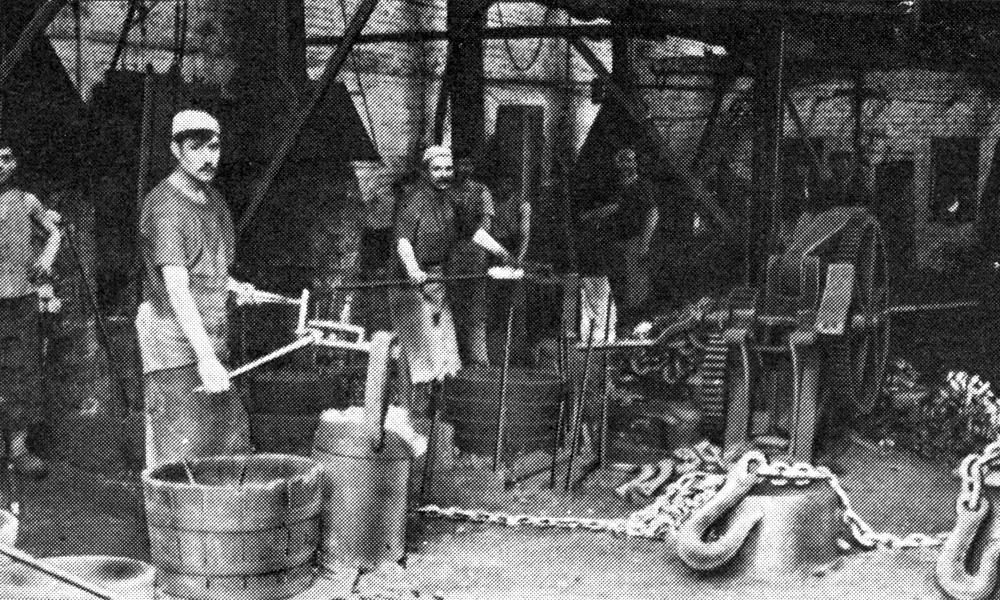

Auguste Verlinde, neveu de Léon, avait appris son métier de mécanicien en faisant son tour de France[réf. nécessaire]. C’est lui qui imagina et réalisa un palan à vis sans fin qui fut breveté en 1872[réf. nécessaire]. Ce palan fut adopté par la marine et le génie[réf. nécessaire]. Sur le même principe débuta la fabrication de monte-charges à commande par tringles qui équipèrent les nombreuses filatures de la région, usines construites tout en hauteur car situées en ville pour être à proximité de la main d’œuvre[réf. nécessaire].
Les ateliers de Lille s’installèrent à Loos en 1956[réf. nécessaire]. Cette entreprise avait pour vocation la fabrication d’appareils de levage, palans et ponts roulants électriques[réf. nécessaire]. Animée par Pierre Verlinde (PDG) et son frère Auguste, la société, avec le concours de l’usine de Puteaux, dirigée par Maurice Verlinde, restait une affaire de famille[réf. nécessaire]. La société opte pour une spécialisation dans les palans et les ponts roulants et abandonne la fabrication des monte-charges[réf. nécessaire]. Elle dépose de nombreux brevets : frein à disque, pont articulé et un certain nombre concernant l’hydraulique[réf. nécessaire].
À partir de 1960, tous les ans, Verlinde développera ses ventes dans 3 ou 4 pays nouveaux[réf. nécessaire]. En 1962, création de la filiale anglaise[réf. nécessaire] ; 1971, filiale allemande. En 1967, l’usine de Puteaux déménage à Vernouillet[réf. nécessaire] et trois ans plus tard les services commerciaux quittent Puteaux pour Asnières[réf. nécessaire]. La société emploie alors 320 salariés[réf. nécessaire] et travaille dans le monde entier (Inde, Australie, Canada, USA, Amérique du Sud, Afrique)[réf. nécessaire]. Verlinde se voit attribuer la carte d’exportateur en 1961[réf. nécessaire]. En 1973, Verlinde dépose ses premiers brevets pour les ponts roulants et palans hydrauliques[réf. nécessaire].
En 1975, avec le LITACHAIN L104, Verlinde introduit sur le marché de l’industrie du spectacle les premiers palans à fonctionnement inversé véritablement conçu pour l’utilisation sur tournées de concerts, les théâtres[réf. nécessaire]. Ces produits présentent des caractéristiques et des avantages pour le mouvement du son et de la lumière sur une scène[réf. nécessaire].

En 1993, création de EUROPONT, le premier réseau européen de constructeur régionaux de pont roulant[réf. nécessaire]. En 1995, la société Verlinde quitte Loos dans le Nord pour s’implanter à Vernouillet[réf. nécessaire].

En 2004, création de SAV Verlinde[réf. nécessaire], le premier réseau national de technicien spécialisé dans la maintenance de matériel de levage[réf. nécessaire]. En 2007, Verlinde S.A. devient le leader européen de la construction de palan électrique à chaîne avec 30000 unités produites[réf. nécessaire].

### Implantation
En France : un réseau de 10 agences commerciales, de 18 stations service après vente, de 11 unités de fabrication de ponts roulants EUROPONT et un réseau de distributeurs[réf. nécessaire]. Le siège de Verlinde est situé à Vernouillet. 
Reste du monde : Verlinde est présent dans plus de 55 pays via un réseau de distributeurs intégrateurs[réf. nécessaire]. En Europe en particulier, avec un réseau de 9 unités de fabrication de ponts roulants EUROPONT en Belgique et aux Pays-Bas[réf. nécessaire].